# Bernwiller
Ne doit pas être confondu avec Bernweiler.
Bernwiller [bɛʁnvilɛʁ]  est une commune de la couronne périurbaine de Mulhouse, située dans la circonscription administrative du Haut-Rhin et, depuis le 1er janvier 2021, dans le territoire de la Collectivité européenne d'Alsace, en région Grand Est.
Catte commune se situe dans la région historique et culturelle d'Alsace.
Elle est créée le 1er janvier 2016 sous le statut de commune nouvelle après la fusion de Bernwiller avec Ammertzwiller.

## Géographie
Située sur les collines séparant la vallée de la Largue de celle de la Doller, à  10 km d'Altkirch, 19 km de Thann et 16 km de Mulhouse, la commune est desservie par l'A36 par Burnhaupt.
| Burnhaupt-le-Bas |                            | Heimsbrunn |
|                  | Bernwiller                 | Galfingue  |
| Gildwiller       | Saint-Bernard Balschwiller | Spechbach  |

### Hydrographie

#### Réseau hydrographique
La commune est dans le bassin versant du Rhin au sein du bassin Rhin-Meuse. Elle est drainée par le Krebsbach, le ruisseau d'Ammertzwiller et le ruisseau Gross Runzgraben,,.
Le Krebsbach, d'une longueur de 15 km, prend sa source dans la commune de Soppe-le-Bas et se jette  dans la Largue à Heidwiller, après avoir traversé sept communes.

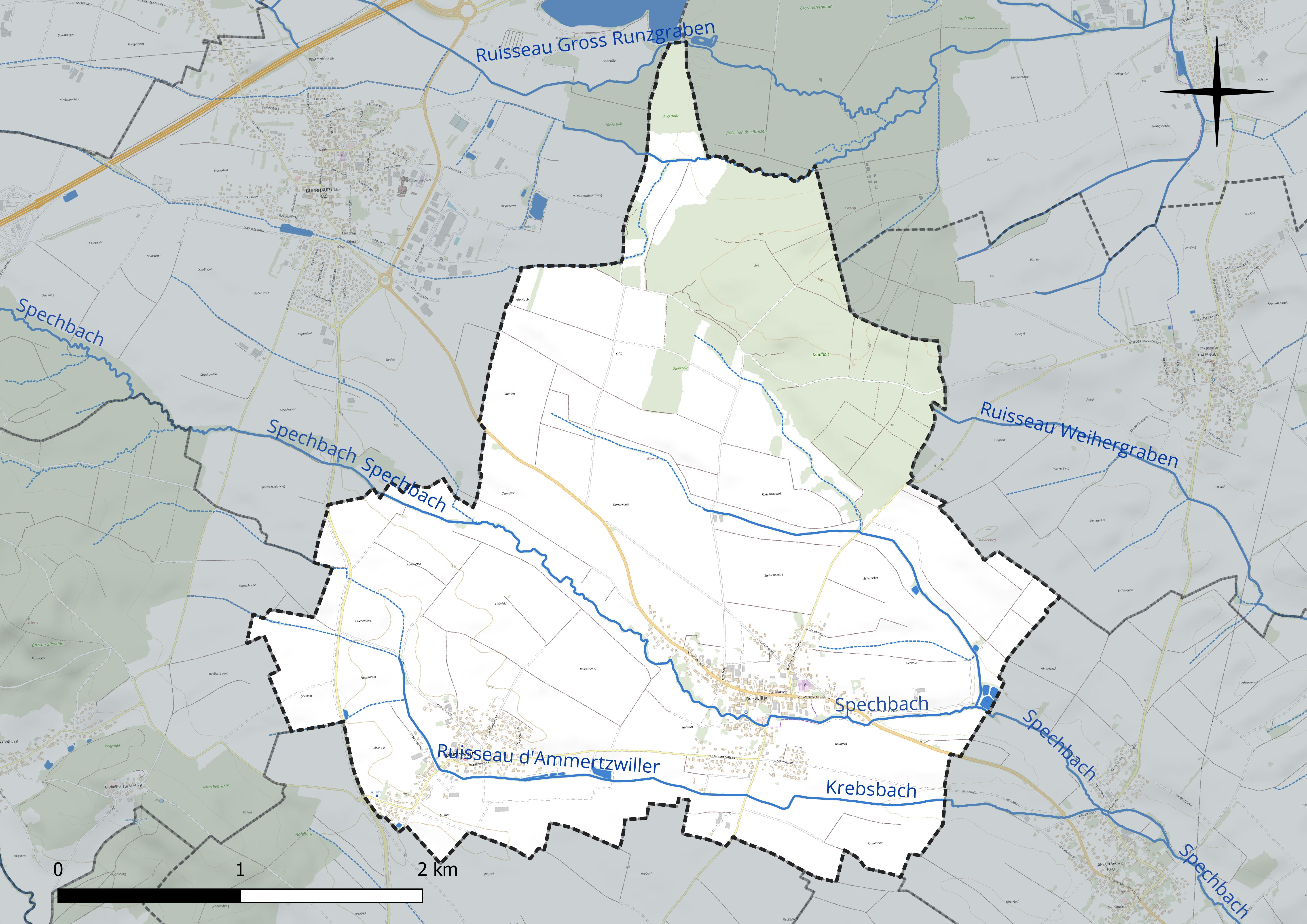
Réseau hydrographique de Bernwiller.

#### Gestion et qualité des eaux
Le territoire communal est couvert par le schéma d'aménagement et de gestion des eaux (SAGE) « Largue ». Ce document de planification concerne le bassin versant de la Largue et une zone située à l'ouest du périmètre (la région de Montreux). Ce territoire s'étend sur 385 km2. Le périmètre a été arrêté le 4 mars 1996 et le SAGE proprement dit a été approuvé le 24 septembre 1999 puis révisé le 17 mai 2016. La structure porteuse de l'élaboration et de la mise en œuvre est le Syndicat mixte pour l'aménagement et la renaturation du bassin versant de la Largue et du secteur de Montreux, qui a évolué en Epage le 1er janvier 2018, sous le nom de Epage Largue.
La qualité des cours d’eau peut être consultée sur un site dédié géré par les agences de l’eau et l’Agence française pour la biodiversité.

### Climat
Pour des articles plus généraux, voir Climat du Grand Est et Climat du Haut-Rhin.
En 2010, le climat de la commune est de type climat des marges montargnardes, selon une étude du Centre national de la recherche scientifique s'appuyant sur une série de données couvrant la période 1971-2000. En 2020, Météo-France publie une typologie des climats de la France métropolitaine dans laquelle la commune est exposée à un climat semi-continental et est dans la région climatique Vosges, caractérisée par une pluviométrie très élevée (1 500 à 2 000 mm/an) en toutes saisons et un hiver rude (moins de 1 °C).
Pour la période 1971-2000, la température annuelle moyenne est de 10,1 °C, avec une amplitude thermique annuelle de 17,7 °C. Le cumul annuel moyen de précipitations est de 793 mm, avec 9,9 jours de précipitations en janvier et 9,8 jours en juillet. Pour la période 1991-2020, la température moyenne annuelle observée sur la station météorologique de Météo-France la plus proche, « Carspach », sur la commune de Carspach à 9 km à vol d'oiseau, est de 11,0 °C et le cumul annuel moyen de précipitations est de 827,7 mm. 
La température maximale relevée sur cette station est de 38,1 °C, atteinte le 4 août 2022 ; la température minimale est de −17,7 °C, atteinte le 5 février 2012,,.
Les paramètres climatiques de la commune ont été estimés pour le milieu du siècle (2041-2070) selon différents scénarios d'émission de gaz à effet de serre à partir des nouvelles projections climatiques de référence DRIAS-2020. Ils sont consultables sur un site dédié publié par Météo-France en novembre 2022.

## Urbanisme

### Typologie
Au 1er janvier 2024, Bernwiller est catégorisée commune rurale à habitat dispersé, selon la nouvelle grille communale de densité à sept niveaux définie par l'Insee en 2022.
Elle est située hors unité urbaine. Par ailleurs la commune fait partie de l'aire d'attraction de Mulhouse, dont elle est une commune de la couronne,. Cette aire, qui regroupe 132 communes, est catégorisée dans les aires de 200 000 à moins de 700 000 habitants,.

## Toponymie
Il convient de se reporter aux articles consacrés aux anciennes communes fusionnées.

## Histoire
Il convient de se reporter aux articles consacrés aux anciennes communes fusionnées.

## Politique et administration
| Période        | Période  | Identité            | Étiquette | Qualité           |
| -------------- | -------- | ------------------- | --------- | ----------------- |
| 4 janvier 2016 | mai 2020 | Philippe Schittly   |           | Agent de maîtrise |
| mai 2020       | En cours | Jean-Claude Grasser |           |                   |

De 2016 à 2020, le conseil municipal de la nouvelle commune est constitué de l'ensemble des conseillers municipaux des anciennes communes.
| Nom                   | Code Insee | Intercommunalité              | Superficie (km2) | Population (dernière pop. légale) | Densité (hab./km2) |
| --------------------- | ---------- | ----------------------------- | ---------------- | --------------------------------- | ------------------ |
| Ammertzwiller (siège) | 68006      | CC de la Région de Dannemarie | 3,05             | 433 (2013)                        | 142                |
| Bernwiller            | 68006      | CC Sud Alsace Largue          | 10,65            | 1 150 (2014)                      | 108                |

## Démographie
L'évolution du nombre d'habitants est connue à travers les recensements de la population effectués dans la commune depuis sa création.

En 2022, la commune comptait 1 209 habitants, en évolution de +3,16 % par rapport à 2016 (Haut-Rhin : +0,66 %, France hors Mayotte : +2,11 %).
| 2014  | 2019  | 2022  |
| ----- | ----- | ----- |
| 1 150 | 1 197 | 1 209 |

## Économie
Il convient de se reporter aux articles consacrés aux anciennes communes fusionnées.

## Culture locale et patrimoine

### Lieux et monuments
Il convient de se reporter aux articles consacrés aux anciennes communes fusionnées.

### Personnalités liées à la commune
Jean-Jacques Henner peintre 1829-1905.
Il convient de se reporter aux articles consacrés aux anciennes communes fusionnées.